# Francesc Cassú i Jordi
Francesc Cassú i Jordi (Girona, 25 d'octubre de 1965) és el director de la cobla La Principal de la Bisbal des dels 26 anys i compositor de sardanes.
Fill de Josep Cassú, té una sòlida formació musical, és un excel·lent arranjador, compositor i pianista, i les seves sardanes han estat guardonades en diversos concursos.
Va cursar solfeig amb Josep Viader, piano amb el seu pare i Jean Luc Vallet, i harmonia i composició amb Maria Àngels Alabert. Fou un dels fundadors del grup de música barroca Undarius. Professor d'harmonia al Conservatori de Música de Girona. Cofundador i codirector de la Simfònica de Cobla i Corda de Catalunya juntament amb Carles Coll.
El 2018 la Simfònica de Cobla i Corda de Catalunya, dirigida pel mateix compositor, va estrenar a Girona l'òpera Llull amb llibret de Jaume Cabré.